# نيكي توريس
نيكي توريس (بالإنجليزية: Nicky Torres)‏ هو لاعب كرة قدم أمريكي في مركز الوسط، ولد في 1 يونيو 1987 في ميامي في الولايات المتحدة. شارك مع منتخب الولايات المتحدة تحت 20 سنة لكرة القدم. أما مع النوادي، فقد لعب مع نادي خورخي ويلسترمان.